# Công quốc Courland và Semigallia
Công quốc Courland và Semigallia (tiếng Latvia: Kurzemes un Zemgales hercogiste, tiếng Đức: Herzogtum Kurland und Semgallen, Latin: Ducati Curlandiae et Semigalliae), là một công quốc nằm ở khu vực Baltic, tồn tại trong thời gian 1562 đến 1795. Công quốc này là chư hầu của Đại công quốc Litva từ 1562 đến 1569, sau đó là chư hầu của Khối Liên bang Ba Lan và Lietuva, năm 1726 hợp nhất vào khối này. Đất nước đã tiến hành xây dựng đế quốc hải ngoại, thiết lập một vài thuộc địa, tuy nhiên do thiếu nguồn lực, các thuộc địa chỉ tồn tại trong thời gian ngắn ngủi. Đất nước bị sáp nhập vào Đế quốc Nga ngày 28 tháng 3 năm 1795.

## Danh sách công tước của Courland
- Gotthard Kettler, 1561–1587.
- Friedrich, 1587–1642.
- Jacob Kettler, 1642–1682.

Huy hiệu Công tước của Courland thuộc Nhà Ketteler

- Friedrich Casimir Kettler, 1682–1698.
- Friedrich Wilhelm Kettler, 1698–1711.
- Ferdinand Kettler, 1711–1737.
- Ernst Johann Biron, 1737–1740.
- Ernst Johann von Biron, 1740–1758.
- Louis Ernest của Brunswick-Lüneburg, 27 tháng 6 – 6 tháng 12 năm 1741.
- Karl của Saxony, 1758–1763.
- Ernst Johann Biron, 1763–69.
- Peter von Biron, 1769–1795.